# Filmouka
Filmouka je průvodce pro žáky, rodiče i učitele, který vysvětluje základy s filmové tvorby, reflexe a audiovizuální kultury. Projekt vznikl pod hlavičkou Asociace pro filmovou a audiovizuální výchovu a kombinuje tištěnou knihu s webovým portálem s ukázkami z českých filmů. Kniha vychází ve Vydavatelství Univerzity Palackého v Olomouci, o grafické zpracování se postaral Jaromír 99 (úvodní ilustrace) a Lucie Římáková.

## Popis knihy
Čtyři komiksoví průvodci ve Filmouce představí čtenáři historický vývoj filmu, postupy jeho technické přípravy, objasní, jak se ve filmu buduje příběh a napětí, společně nahlédnou za oponu tvorby filmových triků a seznámí se s nejčastějšími filmovými žánry, jejich specifiky i tím, jak filmaři odhadují divácké nálady a trendy.
Webový portál, na který je z knihy odkazováno prostřednictvím QR kódů, nabízí čtenářům kurátorsky vybrané filmové ukázky, mimo jiné z filmů Baron Prášil, Démanty noci, Báječní muži s klikou, Milý tati, Kuky se vrací nebo Pojedeme k moři. Portál nabízí ke každé ukázce sérii cvičení pro žáky, která osvětluje dané téma.
| „                                    | Přestože je na českých školách již 10 let možné učit filmovou a audiovizuální výchovu, není tento předmět ve školách téměř vůbec rozšířen. Jedním z důvodů jsou právě chybějící učebnice, které by dokázaly pomoci učitelům srozumitelně vysvětlit otázky související s filmovou tvorbu, recepcí a reflexí. Vznik Filmouky je proto splacením starého dluhu vůči našim dětem | “ |
| — Lucie Hlavicová, předsedkyně ASFAV | |   |

## Metodická příručka

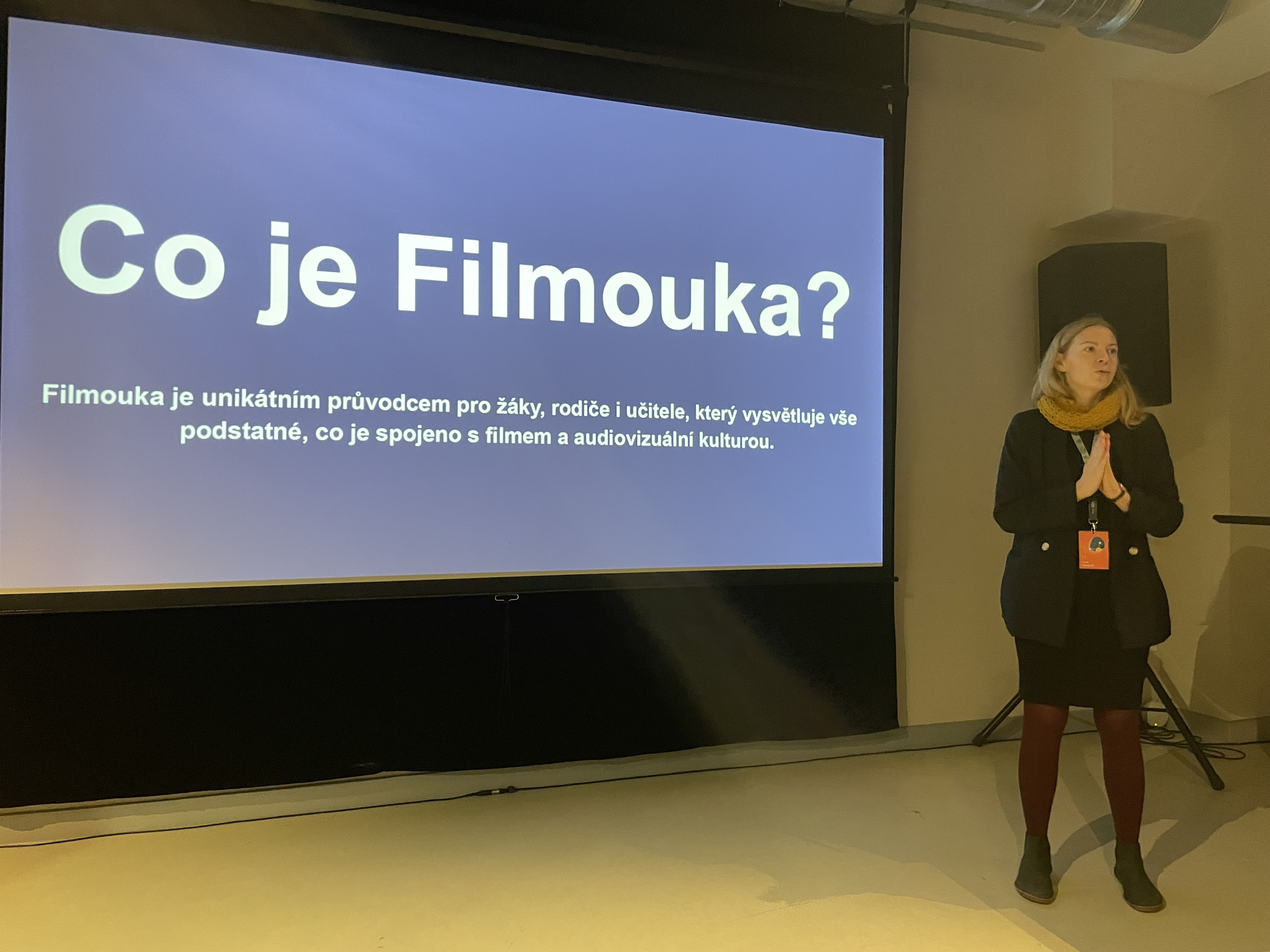
Lucie Hlavicová představuje Filmouku

Knihu rozšiřuje elektronická metodická příručka. Ta slouží jako pomůcka pro přípravu výuky pedagogů a obsahuje srozumitelnou formou vysvětlené informace z filmové teorie i historie, mezioborové souvislosti, odkazy na další zdroje informací a výsledky některých cvičení a úkolů.

## Křest
Křest knihy proběhl 9. prosince 2023 v Kasárnách Karlín. Ambasadory se stali náměstek ministra kultury Michal Šašek a herečka Tereza Dočkalová.